# Sojkovec chocholatý
Sojkovec chocholatý (Garrulax leucolophus) je druh ptáka z řádu pěvců vyskytujícího se od předhůří Himálaje po jihovýchodní Asii.

## Popis
Stejně jako ostatní ptáci rodu sojkovec má sojkovec chocholatý podsaditou postavu. Silné nohy i zobák jsou černé, ocas zaoblený a peří objemné. V průměru dorůstá délky 30 cm a délka jeho ocasu se pohybuje v rozmezí 13–15 cm. Hlava a hruď je bílá, přes oči se táhne černý pruh, tělo je hnědé.

## Výskyt

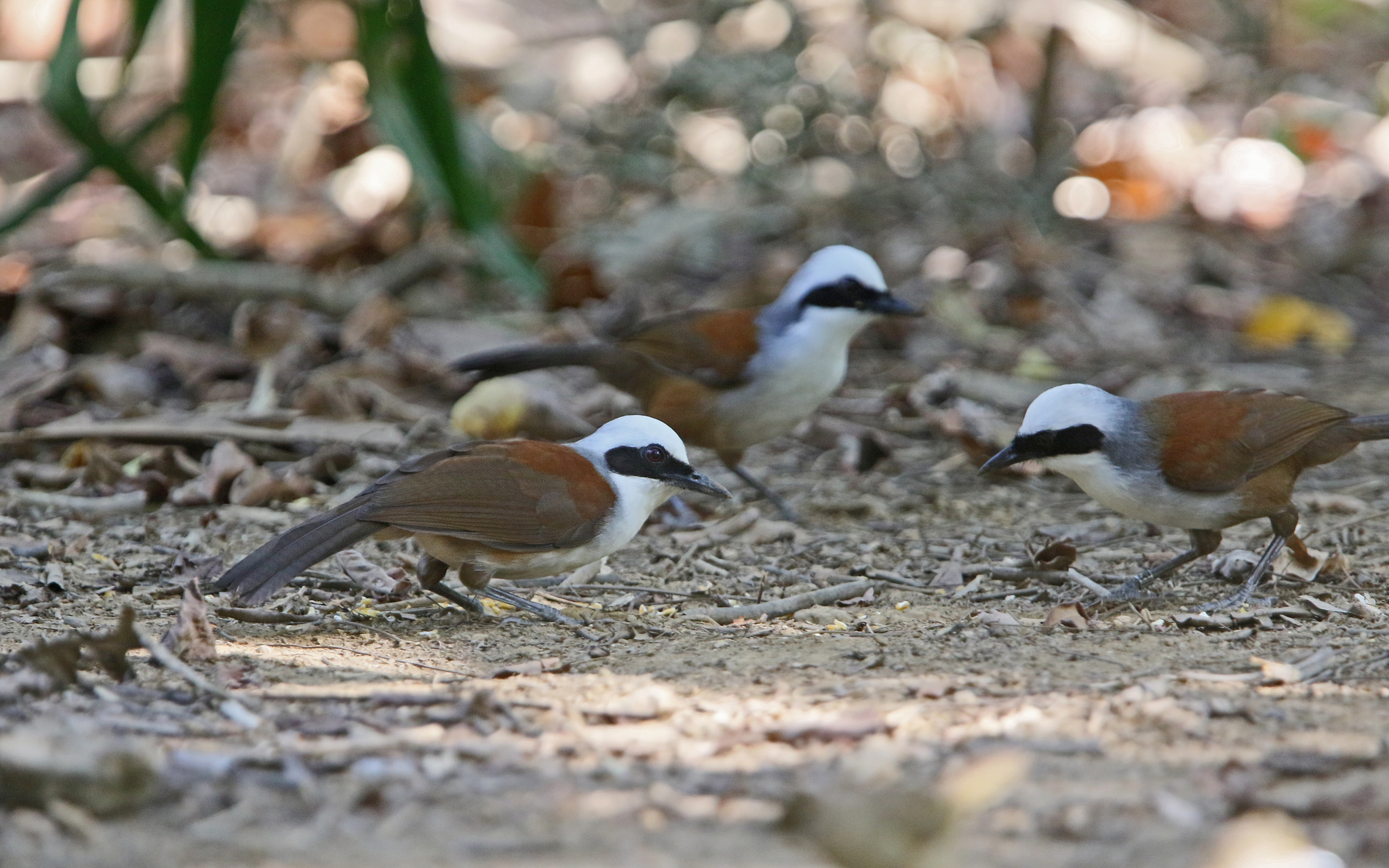
Sociální chování sojkovce chocholatého

Sojkovec chocholatý je jedním z nejrozšířenějších druhů rodu sojkovec. Vyskytuje se od předhůří Himálaje po jihovýchodní Asii, konkrétně ve státech Indie, Bangladéš, Nepál, Bhútán, Kambodža, Myanmar, Laos, Čína, Vietnam a Thajsko. Introdukován byl také do Singapuru a Malajsie, kde se často chová v klecích. Obývá převážně druhotné lesy a křoviny do nadmořské výšky 1600 m n. m. Co se týče chování, sojkovec chocholatý je velmi sociální druh, tvoří hustá hejna.

## Poddruhy
Mezi poddruhy sojkovce chocholatého patří:
- G. l. leucolophus - nominátní poddruh; západní Himálaje po Nepál, Sikkim, Bhútán a Assam
- G. l. patkaicus - severní Assam po severní Myanmar a severozápadní Jün-nan
- G. l. belangeri - severní Myanmar a jihozápadní Thajsko (údolí řeky Mekong)
- G. l. diardi - jihovýchodní Myanmar po jihozápadní Jün-nan, ostrovní Thajsko a Indočínu

Poddruhy se liší mimo jiné ve zbarvení peří.